# Manga Escobar
Andrés Ramiro Escobar Díaz (Puerto Tejada, Colombia, 14 de maio de 1991), mais conhecido como Manga Escobar, é um futebolista colombiano que joga como centroavante, segundo atacante e ponta. Atualmente joga pelo CSA.

## Carreira

### Início
Nasceu na cidade de Puerto Tejada (Cauca),Colômbia. No dia 14 de maio de 1991. Iniciou nas categorias de base do Deportivo Cali.

### Deportivo Carli
Manga Escobar iniciou sua carreira no Deportivo Cali, onde obteve destaque entre os anos de 2010 e 2011.

### Dinamo de Kiev
No ano de 2011, assinou contrato de cinco anos pelo Dinamo de Kiev,

### Retorno ao Deportivo Carli
Sem muita chance pelo clube ucraniano, Manga assina contrato de empréstimo pelo seu ex clube, o Deportivo Cali.

### Évian
No ano de 2013, o clube Évian contrata o jogador por empréstimo.

### Fc Dallas
Sem muitas atuações pelo Évian, Manga assina por empréstimo com o FC Dallas por um ano.

### Atlético Nacional
No ano de 2015, o clube Atlético Nacional assina com o jogador um contrato de empréstimo.

### Millonarios
Apesar de não ter características de um exímio goleador, pois atua pelos lados do campo, Manga obteve destaque no ano de 2016 sendo um dos artilheiros do Torneio Apertura, ajudando sua equipe a se classificar para os playoffs da competição.

### Vasco da Gama
Em Fevereiro de 2017, Manga assinou contrato de empréstimo com o Vasco da Gama até o fim do ano.
No dia 27 de Maio de 2017, em partida válida pela 3ª rodada do Brasileirão, contra o rival Fluminense, em São Januário, o Vasco estava perdendo por 2x1, quando aos 26 minutos do 2º tempo Manga entrou no jogo. Aos 30 minutos Manga fez um belo gol que empatava a partida, e aos 47 minutos Manga deu a assistência para o gol da vitória, sendo assim o grande destaque da partida. Novamente vindo do banco de reservas, Manga marcou seu segundo gol pelo Vasco no dia 13 de Agosto, na partida contra o Palmeiras no Estádio Raulino de Oliveira em partida válida pela 20ª rodada do Campeonato Brasileiro. O gol de Manga, aos 42 minutos do 2° tempo, garantiu o empate para a equipe cruzmaltina  que estava em desvantagem no placar.
Em sua passagem pelo Gigante da Colina, Manga não conseguiu se firmar com nenhum treinador, sendo sempre reserva, atuando em apenas 19 partidas.

### Estudiantes
No ano de 2018 o clube o jogador é apresentado pelo clube Estudiantes. 

### CSA
No dia 09 de janeiro, Manga assina pelo CSA.

## Seleção Colombiana
Manga foi um dos destaques da seleção colombiana sub-20 no Campeonato Sul-Americano de Futebol de 2011.

## Estatísticas
Até 28 de outubro de 2017.
| Clube             | Temporada         | Campeonato nacional | Campeonato nacional | Copa nacional[a] | Copa nacional[a] | Competições internacionais[b] | Competições internacionais[b] | Outros torneios[c] | Outros torneios[c] | Total | Total |
| Clube             | Temporada         | Jogos               | Gols                | Jogos            | Gols             | Jogos                         | Gols                          | Jogos              | Gols               | Jogos | Gols  |
| ----------------- | ----------------- | ------------------- | ------------------- | ---------------- | ---------------- | ----------------------------- | ----------------------------- | ------------------ | ------------------ | ----- | ----- |
| Deportivo Cali    | Total             | —                   | —                   | —                | —                | —                             | —                             | —                  | —                  | 33    | 4     |
| Dinamo de Kiev    | Total             | —                   | —                   | —                | —                | —                             | —                             | —                  | —                  | 7     | 0     |
| Deportivo Cali    | Total             | —                   | —                   | —                | —                | —                             | —                             | —                  | —                  | 35    | 5     |
| Évian             | 2013-14           | 5                   | 0                   | —                | —                | —                             | —                             | —                  | —                  | 5     | 0     |
| Évian             | Total             | 5                   | 0                   | —                | —                | —                             | —                             | —                  | —                  | 5     | 0     |
| FC Dallas         | 2014              | 26                  | 1                   | —                | —                | —                             | —                             | —                  | —                  | 26    | 1     |
| FC Dallas         | Total             | 26                  | 1                   | —                | —                | —                             | —                             | —                  | —                  | 26    | 1     |
| Atlético Nacional | 2015              | 14                  | 1                   | 1                | 0                | 3                             | 0                             | —                  | —                  | 18    | 1     |
| Atlético Nacional | Total             | 14                  | 1                   | 1                | 0                | 3                             | 0                             | —                  | —                  | 18    | 1     |
| Millonarios       | 2016              | 29                  | 6                   | —                | —                | —                             | —                             | —                  | —                  | 29    | 6     |
| Millonarios       | Total             | 29                  | 6                   | —                | —                | —                             | —                             | —                  | —                  | 29    | 6     |
| Vasco da Gama     | 2017              | 14                  | 2                   | 1                | 0                | —                             | —                             | 4                  | 0                  | 19    | 2     |
| Vasco da Gama     | Total             | 14                  | 2                   | 1                | 0                | —                             | —                             | 4                  | 0                  | 19    | 2     |
| Total na carreira | Total na carreira | 88                  | 10                  | 2                | 0                | 3                             | 0                             | 4                  | 0                  | 172   | 19    |

- a. ^ Jogos da Copa do Brasil e Copa Colômbia
- b. ^ Jogos da Copa Libertadores da América
- c. ^ Jogos de Campeonatos estaduais e Torneios amistosos

## Títulos
Deportivo Cali
Copa Colômbia: 2010
Dinamo de Kiev
Supercopa da Ucrânia: 2011
Atlético Nacional
Torneo Finalización: 2015
Vasco da Gama
Taça Rio: 2017
CSA
- Campeonato Alagoano: 2019